# فلیسطیه
فلیسطیه (عبری: פְּלֶשֶׁת‎، Pəlešeṯ، یونانی باستان (LXX): Φυλιστιιμ‏ Phulistiim) منطقه‌ای در جنوب‌غربی شام بود که شهرهایی نظیر اشکلون، اشدود و غزه در آن واقع بودند. ساکنان این منطقه فلیسطی‌ها بودند که گمان می‌رود هندواروپایی باشند و در حدود ۱۲۰۰ قبل از میلاد در کنعان ساکن شدند. بخت نصر در سال ۶۰۴ قبل از میلاد به فلیسطیه حمله کرد و اشکلون را به آتش کشید و منطقه را به امپراتوری بابل نو ضمیمه کرد؛ زان پس، دیگر چیزی از فلیسطی‌ها در تاریخ شنیده نشد.
فلیسطی‌ها نقش پررنگی در داستان‌های تنخ دارند و در این روایات بارها به آنان اشاره شده‌است.